# The Exorcist (film)
The Exorcist is een Amerikaanse klassieke avondvullende horrorfilm uit 1973, geregisseerd door William Friedkin met een scenario gebaseerd op de gelijknamige roman van William Peter Blatty. De roman is gebaseerd op incidenten die zich zouden hebben voorgedaan gedurende een gedocumenteerd geval van bezetenheid dat in 1949 in de publiciteit kwam. Blatty hoorde hiervan in 1950 in de periode dat hij studeerde aan de universiteit van Georgetown. De film werd een van de meest succesvolle films aller tijden, met een wereldwijde opbrengst van 440.000.000 dollar.

## Verhaal
Een katholieke priester en archeoloog genaamd Lankaster Merrin is aanwezig in Irak bij een opgraving in de buurt van de tempel van Hatra, een Parthische stad (zie: Parthische Rijk) in Mesopotamië, gedateerd rond 300 v.Chr.
Hij wordt gewezen op een nieuwe vindplaats. In een holte ontdekt hij een hoofd van keramiek ter grootte van een kippenei. Het betreft de Akkadische godheid Pazuzu. Op het moment dat hij het sculptuurtje met bezorgde blik bekijkt waait er een sterke windvlaag die niet past bij de huidige weersomstandigheden op de locatie van de opgraving. Merrin vermoedt dat het een nieuwe ontmoeting is met een demon; een ontmoeting die hem indertijd bijna het leven kostte (zie een dialoog verderop in de film).
Meerdere, vreemde gebeurtenissen kort na de vondst jagen in de geest van Merrin de gedachte aan dat een puur kwaad is gewekt.
Ver daarvandaan, in Georgetown (een stadsdeel van de Amerikaanse hoofdstad Washington) hoort de actrice Chris MacNeil ongewone geluiden in haar huis. 
Chris beseft niet dat dit de eerste onheilspellende signalen zijn van een onstoffelijke entiteit die haar huis is binnengedrongen.
Haar twaalfjarige dochter, Regan, begint kort na deze vreemde geluiden in het huis gedrag te vertonen dat afwijkt; dat niet past bij het karakter van het vriendelijke enigszins verlegen meisje.
Ze toont ineens vaker dan een enkele maal intens interesse voor een ouijabord dat zij heeft gevonden in de kelder van het huis. Hiermee communiceert zij met een persoon die zij ‘captain Howdy’ noemt.
Het karakter van Regan verandert langzaam maar gestaag van verontrustend naar afstotend.
Grove tot obscene scheldwoorden uit zij tegen een medicus die Chris - bezorgd als zij is - heeft geconsulteerd.  Laat in de avond op dezelfde dag van het onderzoek, komt Regan naar beneden en zegt met afwezige blik ten overstaan van alle aanwezigen op een door Chris georganiseerd feestje tegen een van de gasten, een astronaut: “you’re gonna die up there”. (Je zult daarboven doodgaan) waarna ze op het tapijt urineert. 
Meerdere zeer intensieve medische onderzoeken volgen maar tonen geen fysieke oorzaak. In de hersenen, noch in andere delen van het lichaam die bezwaarlijk zouden zijn voor Regan zodanig dat zij als reactie het regelmatig onbeschofte, soms zelfs boosaardige dus ernstig afwijkende gedrag zouden verklaren, kunnen worden gediagnosticeerd. De artsen staan voor een raadsel.
Het gedrag van de puber wordt grenzeloos grof. Nu alle mogelijke fysieke oorzaken zijn uitgesloten, gaat men de toestand van Regan psychisch/psychiatrisch benaderen. 
Gedurende een hypnose van Regan manifesteert zich een tot dan verborgen kwaadaardige entiteit die een stinkende lucht in de kamer uitwasemt en de persoonlijkheid van Regan volledig onderdrukt. Zij, of eerder ‘het’ grijpt de aanwezige psychiater ongenadig in het kruis van zijn broek.
Lugubere omstandigheden volgen elkaar op, en op een gegeven moment kan Regan, feitelijk door deductie, verantwoordelijk worden gehouden voor de gewelddadige dood van een goede kennis van Chris, maar omdat dit overlijden is veroorzaakt door iemand die absoluut over zeer grote fysieke kracht moet beschikken is de rechercheur genaamd Kinderman aan hevige twijfel onderhevig.
Nadat Chris een afschuwelijke vorm van automutilatie die zeer seksueel en antichristelijk van aard was bij haar dochter heeft gezien, tegelijkertijd met meubels en stoelen die vanzelf met brute kracht door de slaapkamer van Regan verschuiven, groeit in Chris, die niet religieus is, het idee dat haar dochter bezeten is van een vreemde kracht; misschien zelfs een demon, en genezing door een duiveluitdrijving (exorcisme) de enige mogelijkheid is die haar dochter van de mentale ondergang of zelfs de dood kan redden.
Maar buiten Chris denkt niemand aan deze toch onwaarschijnlijke oorzaak van het lijden van het kind.
Artsen houden vol dat Regan geestelijk ernstig ziek is; geloven niet dat er iets bovennatuurlijks in het spel kan zijn, aangezien dit volledig indruist tegen álle hedendaagse fysieke en psychologische door medisch universitair onderzoek onderbouwde kennis over de mens. Hier houdt het voor hen op. Zij kunnen als laatste alleen nog melden dat Chris misschien nog advies zou kunnen inwinnen bij de kerkelijke autoriteiten waarbij uiterst voorzichtig het woord exorcisme valt.
Inmiddels is Regan vastgesnoerd aan haar bed voor haar eigen veiligheid en de mensen in haar omgeving.
Zij heeft een totale gedaanteverandering ondergaan. De kwaadaardige entiteit heeft volledig bezit genomen van het meisje. Ze is vervuild, vermagerd en gewond door automutilatie, en haar stem klinkt laag, hees en raspend.
Chris consulteert, radeloos als zij nu is, een lid van de orde der Jezuïeten: de psychiater Damien Karras.
Karras is echter geestelijk nogal uit balans. Hij voelt zich schuldig aan de dood van zijn moeder en is daardoor ernstig gedeprimeerd.  De realiteit van het bestaan doet hem balanceren op de afgrond tussen geloof en ongeloof.
In eerste instantie ontraadt hij Chris de kerk erbij te betrekken maar nadat hij diverse bezoeken aan Regan heeft gebracht waarbij hij manifestaties heeft genoteerd die door de Katholieke kerk worden gezien als waarachtige bezetenheid, raakt hij overtuigd van de legitimiteit van een duiveluitdrijving die wordt uitgevoerd strikt volgens het ‘Romeins Rituaal’ en vraagt om toestemming daarvoor bij het hoofd van zijn orde.
Dat wordt verleend. Echter hij, Karras, zal het exorcisme niet leiden. Hij zal assisteren. De rite zal worden uitgevoerd door een ouder iemand, een persoon met ervaring. En hier komt de Priester vanuit het begin van deze synopsis in beeld... Lankaster Merrin. 

Er volgt een duiveluitdrijving waartegen de demon zich verzet met grenzeloze scheldtirades van obscene, godslasterende aard, afgewisseld met oorverdovende geluiden van soms onbekende oorsprong. Er is levitatie, overvloedige secretie van braaksel en psychokinese.  
De demon probeert de priesters op de knieën te krijgen door hun zwakheden te exploiteren. Het imiteert bijvoorbeeld de stem van Karras' overleden moeder, waardoor zijn schuldgevoelens nog ondraaglijker worden. Karras verlaat hierop de slaapkamer. Wanneer hij terugkomt, treft hij een door hartfalen overleden Merrin aan, zeer waarschijnlijk door toedoen van Regan die zich heeft losgescheurd van haar bandages en gniffelend van plezier aan het voeteneinde van haar bed de situatie bekijkt.
Ziedend van woede na een moment van totale verslagenheid, sleurt hij het meisje van het bed en begint haar te slaan. Karras dreigt zelfs het meisje te wurgen, en de demon geeft toe aan Karras’ woorden “take me!” (neem mij)
Een dan bezeten Karras wil het nu weerloze meisje opnieuw wurgen, maar in een kort moment dat zijn geest de overhand heeft springt Karras uit het slaapkamerraam en overlijdt aan zijn verwondingen.
Regan is bevrijd van de kwelling, Een in eerste instantie hevig twijfelende Chris die haar dochter, snikkend roepend om haar moeder, ineengekrompen op de vloer ziet liggen rent op haar toe om haar in de armen te sluiten.
Epiloog:
Na enkele maanden als Regan voldoende is aangesterkt, verlaten Chris en haar dochter definitief het huis waarin de afschuwelijke gebeurtenissen plaatsvonden. Het meisje kan zich niet veel meer herinneren, maar bij het afscheid waarbij de beste vriend van Karras genaamd Dyer - eveneens een Jezuïet - aanwezig is kust zij hem (een volslagen vreemde) op de wang en kijkt met een vlaag van onbestemde herinnering fronsend naar het collaar van de priester.

## Rolverdeling
| Acteur                                          | Personage                        |
| ----------------------------------------------- | -------------------------------- |
| Ellen Burstyn                                   | Chris MacNeil                    |
| Jason Miller                                    | Pater Damien "Dimmy" Karras      |
| Max von Sydow                                   | Pater Lankester Merrin           |
| Linda Blair                                     | Regan MacNeil                    |
| Mercedes McCambridge – stem van de demon Pazuzu |                                  |
| Ron Faber                                       | stem van de demon Pazuzu / Chuck |
| Lee J. Cobb                                     | Inspecteur William F. Kinderman  |
| Kitty Winn                                      | Sharon Spencer                   |
| Jack MacGowran                                  | Burke Dennings                   |
| William O'Malley                                | Pater Joe Dyer                   |
| Rudolf Schündler                                | Karl                             |
| Barton Heyman                                   | Dr. Klein                        |
| Peter Masterson                                 | Dr. Barringer                    |
| Arthur Storch – Psychiater                      |                                  |
| Andre Trottier – Assistent van de priester      |                                  |
| Robert Symonds                                  | Dr. Taney                        |
| Vasiliki Maliaros                               | Mary Karras, Damiens moeder      |
| [[Priester Thomas Bermingham]]                  | Tom, hoofd Georgetown University |
| Wallace Rooney                                  | Bisschop Michael                 |
| Titos Vandis                                    | Oom John                         |
| Donna Mitchell                                  | Mary Jo Perrin                   |
| Paul Bateson                                    | Assistent radioloog (onvermeld)  |
| Elinore Blair                                   | Zuster (onvermeld)               |
| Barton Lane                                     | Angiografie-arts (onvermeld)     |
| Eileen Dietz                                    | Pazuzu's gezicht (onvermeld)     |

## Achtergrond

### Trailer
Nog voordat de film werd uitgebracht, maakte de originele trailer (die later onmiddellijk werd verboden) al een enorme impact. In de trailer komen na zo'n 30 seconden felle flitsende beelden van o.a. een close-up van het gezicht van de demon en de bezeten Regan, tegelijkertijd met onheilspellende muziek. Dit leidde ertoe dat sommigen de bioscoopzalen onmiddellijk in paniek verlieten. Sommigen mensen moesten zelfs door de trailer overgeven. Ook kregen sommigen van hen een beroerte of vielen flauw door onder meer een hartaanval. Lalo Schifrin, die de onheilspellende muziek schreef, vertelde aan Score Magazine dat het een van de meest onaangename ervaringen in zijn leven was.

### Ontvangst
The Exorcist was een enorme hit: sommigen mensen reden meer dan 160 kilometer naar de dichtstbijzijnde bioscoop, om vervolgens vijf tot zeven uur in de rij te staan. Dat een heleboel mensen tijdens de voorstelling flauwvielen was geen verrassing; in de bioscoop van Westmont, Californië vielen tientallen mensen flauw, waarvan de helft weer terugging naar de zaal. De film haalde hiermee het landelijk nieuws.
De film won twee Oscars en vier Golden Globes.

### Muziek
De soundtrack van zowel de release uit 1973 als wel in de langere re-release van 25 september 2000 van de film bestaat uit het werk van diverse componisten (bron: aftiteling van de film.)
Het zijn:
Krzysztof Penderecki, Hans Werner Henze, George Crumb, Anton Webern, Mike Oldfield, David Borden (zie: en.wikipedia.org), en een fragment uit 'The Windharp, Song from the hill'. Een collectie geluidsopnames van een windharp door Harry Bee and Claire DiMeo, uitgebracht op LP in 1972. [United Artists Records, UAS 9963]
Initieel gaf William Friedkin (regisseur) de opdracht voor de volledige soundtrack aan de Argentijnse componist Lalo Schifrin maar koos uiteindelijk voor muziek van andere componisten.
Naderhand maakte Friedkin bekend dat hij liever Tangerine Dream de muziek had willen laten componeren.

### Verlengde versie
In 2000 verscheen er een nieuwe uitgave van de originele film onder de naam The Exorcist: The Version You've Never Seen. Deze re-release ging in de Verenigde Staten in het weekend van 23 september 2000 in première. Aan deze hernieuwde versie zijn ongeveer twaalf minuten film toegevoegd die oorspronkelijk sneuvelden in de montage.
In deze versie komt het waarom van de gruwel die het meisje overkomt aan bod.
Als de jezuït Karras vraagt: “Why this girl?”, (Waarom dit meisje?) antwoordt de priester Lankaster Merrin: “The girl isn’t the target. It is us who are targeted to make us despair.” (Het meisje is niet het doel. Dat zijn wij om ons te laten wanhopen.)
Waarschijnlijk is visueel de meest lugubere toevoeging een scène die bekend kwam te staan als the spiderwalk, waarvan eerder alleen een versie als extra op dvd's te zien was.
Deze filmbeelden werden weggelaten in de versie uit 1973 omdat Ann Miles (stand-in stuntactrice voor Linda Blair) in staalkabels hing die noodzakelijk waren om de spiderwalk scene te spelen. Deze staalkabels konden niet of onvoldoende worden weggeretoucheerd met de cinematografische technieken die editors in de vroege jaren zeventig van de vorige eeuw ter beschikking stonden. In deze scene komt Het personage Regan op handen en voeten met het hoofd eerst en met haar buik naar boven gericht, gelijk een veelpotig insect snel de trap af getrippeld. Beneden aangekomen (in kikvorsperspectief gefilmd) vloeit er bloed uit haar mond. Dit is een andere versie van de spiderwalk dan die op de eerder genoemde dvd's. 
Verder is de scène met medische tests in het ziekenhuis uitgebreid en is het einde veranderd. De nieuwe versie eindigt met een gesprek tussen Father Dyer en rechercheur Kinderman. Gedurende de film zijn er hier en daar frames met de beeltenis van de demon ingeplakt.
Als The Version You've Never Seen draaide The Exorcist dik 25 jaar na het oorspronkelijke verschijnen wederom in de bioscoop, voordat de nieuwe versie op dvd uitkwam. Dat is ongebruikelijk voor films waaraan speeltijd is toegevoegd. Gewoonlijk verschijnen die op dvd als 'special edition'.

### Vervolgen en gerelateerde films
- Exorcist II: The Heretic (1977) - werd slecht ontvangen. De demon die Regan in het eerste deel terroriseerde wordt hier benoemd als Pazuzu.
- The Exorcist III (1990)
- Exorcist: The Beginning (2004, prequel)
- Dominion: Prequel to the Exorcist (2005, prequel)
- The Exorcist: Believer (2023), geregisseerd door David Gordon Green

The Exorcist werd in een aantal films geparodieerd, zoals:
- Repossessed (1990, met Blair zelf in de hoofdrol)
- Scary Movie 2 (2001, met James Woods als duiveluitdrijver pater McFeely)

## Prijzen en nominaties

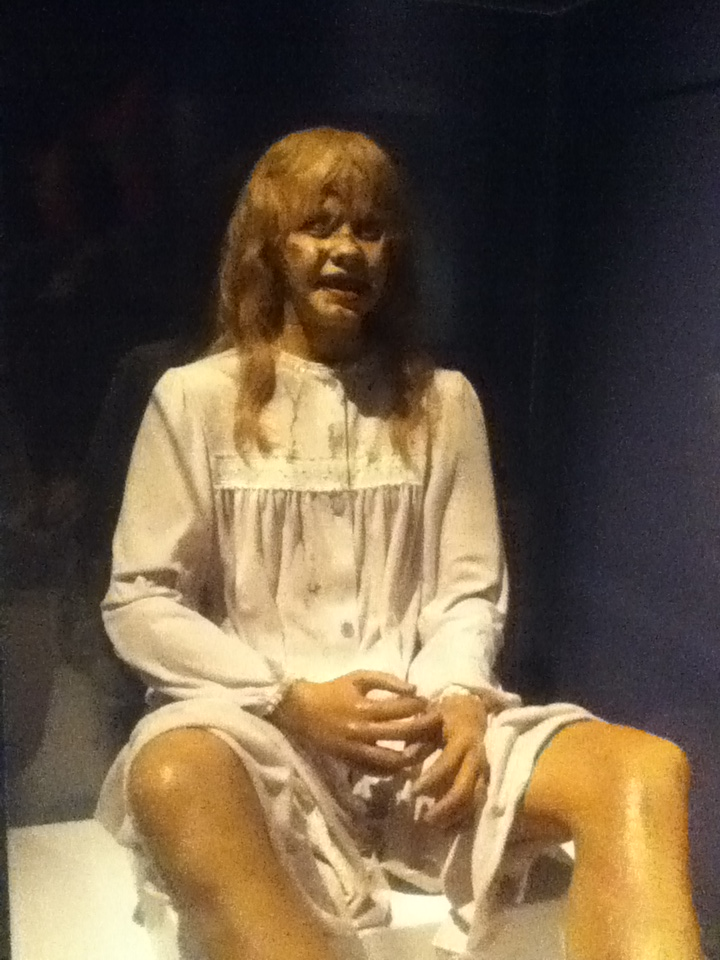
In de film gebruikte pop van Linda Blair in bezeten staat

The Exorcist werd genomineerd voor tien Oscars. De film won die voor “beste geluid” en “beste afgeleide scenario”. De overige nominaties waren:
- Beste film
- Beste actrice (Ellen Burstyn)
- Beste mannelijke bijrol (Jason Miller)
- Beste vrouwelijke bijrol (Linda Blair)
- Beste regisseur (William Friedkin)
- Beste camerawerk
- Beste filmmontage
- Beste decors

Verder won The Exorcist vier Golden Globes:
- Beste film – drama
- Beste regisseur
- Beste vrouwelijke bijrol
- Beste scenario

De film staat op de 3e plaats van (American Film Institute) AFI's 100 Years…100 Thrills. Verder staat het personage Regan MacNeil op de 9e plaats van de schurkenlijst van AFI's 100 Years... 100 Heroes and Villains.